# Pneumonoultramicroscopicsilicovolcanoconiosis
Pneumonoultramicroscopicsilicovolcanoconiosis (of -koniosis) (uitspraakⓘ), ook wel aangeduid als p45, is met 45 letters het langste woord met een eigen lemma in de Engelse woordenboeken Webster's Dictionary en Oxford English Dictionary. Het woord duidt volgens deze woordenboeken een factitious (quasi-fictieve) vorm van pneumoconiose (stoflongen) aan, veroorzaakt door het inademen van microscopisch kleine silicadeeltjes uit vulkanen.
P45 werd waarschijnlijk verzonnen in 1935 door Everett M. Smith van de Amerikaanse National Puzzlers' League (nationale puzzelaarsliga) met als enige doel het langste woord in de Engelse taal te introduceren; eerder gebruik in medische bronnen is niet aangetoond.